# Tjurbanksia
Tjurbanksia (Banksia grandis) är en art i familjen proteaväxter från sydvästra Australien.